# Цифровой двойник
Цифровой двойник (англ. Digital Twin) — цифровая копия физического объекта или процесса, помогающая оптимизировать эффективность производства и бизнеса. Концепция «цифрового двойника» является частью четвёртой промышленной революции и призвана помочь предприятиям быстрее обнаруживать физические проблемы, точнее предсказывать их результаты и производить более качественные продукты.

## История возникновения
Появление концепции цифровых двойников было связано с ростом цифровизации производственных процессов, в ходе которой физические или аналоговые ресурсы заменялись информационными или цифровыми. Организации следовали за последними тенденциями и пытались определить, как цифровые решения могут помочь им извлечь как операционную, так и стратегическую выгоду.
Вплоть до второй половины 2010-х создание компьютеризированных систем, отражающих характеристики физических объектов почти в режиме реального времени, было невозможным ввиду технических ограничений. И лишь существенный прорыв в развитии цифровых технологий, позволивший увеличить вычислительные мощности и снизить цену их использования, позволил ведущим компаниям объединять информационные технологии с операционными процессами для создания цифровых двойников предприятий.

## Определение
В индустриальных и научных источниках определения «цифрового двойника» отличаются. Согласно некоторым из них, цифровой двойник является интегрированной моделью уже построенного продукта, которая призвана содержать информацию обо всех дефектах изделия и регулярно обновляться в процессе физического использования. Другим распространённым определением является цифровая модель, полученная на основании информации с датчиков, установленных на физическом объекте, которая позволяет симулировать поведение объекта в реальном мире. Ни одно из этих определений, впрочем, не придаёт достаточного внимания процессам, как важному аспекту цифрового двойника.
Фундаментально цифровой двойник может быть определён как постоянно меняющийся цифровой профиль, содержащий исторические и наиболее актуальные данные о физическом объекте или процессе, что позволяет оптимизировать эффективность бизнеса. Он основан на огромном объёме накопленных данных, полученных в ходе измерений целого ряда показателей объекта в реальном мире. Анализ накопленных данных позволяет получать точную информацию о производительности системы, а также приводить к выводам о необходимости во внесении изменений как в производимый продукт, так и в сам процесс производства.

## Примеры объектов моделирования
Чаще всего цифровые двойники создаются с целью моделирования объектов, напрямую связанных с промышленным производством, либо являющихся важным элементом технических систем .
Примеры:
- для моделирования бака с вентилем и насосом в качестве источника данных используются сенсоры наполнения, а также сенсоры на приводах, позволяющие моделировать процессы с помощью SysML, AML, SCADA и ANFIS;
- состояние производственного цеха можно смоделировать, собрав данные об основных и оборотных средствах и производственных процессах, и проанализировав их с помощью систем автоматизированного проектирования;
- экспериментальные данные, которые получаются в ходе деформации детали, позволяют смоделировать её состояние с помощью приложений для реалистичного моделирования Simulia;
- моделирование процессов происходящих на предприятии для выработки управленческих решений для особых экономических зон РФ[7] или в условиях санкций[8];
- моделирование процессов внедрения системы пожарной безопасности на предприятии РФ[9].
- моделирование всех систем двигательной установки летательного аппарата для прогнозирования её технического состояния[6].
- моделирование "виртуального пациента" с целью обучения студентов-медиков проведению диагностики различных заболеваний[10][11].